# 长唇筒冠花
长唇筒冠花（学名：Siphocranion macranthum var. prainianum）为唇形科筒冠花属下的一个变种。